# Малкълм IV
Малкълм IV (на шотландски келтски: Máel Coluim mac Eanric, на съвременен шотландки келтски: Maol Chaluim mac Eanraig), наречен Virgo („Девицата“), е крал на Шотландия от 1153 до 1165 г.

## Биография
Малкълм е роден през 1141 г. Той е най-голям син на Хенри, граф на Нортумбрия, и Ада от Варен. Възкачва се на шотландския престол след смъртта на дядо си Дейвид I. Коронован е на 27 май 1153 г. в Скоун.
Наречен е Девицата, прозвище дадено му от хорнистите, което в днешно време погрешно се свързва с някаква слабост или женственост. Всъщност Малкълм IV остава известен с религиозната си отдаденост, страстта към оръжието и рицарските игри. През по-голямата част от управлението си обаче той се намира в лошо здраве и умира на 24 години, на 9 декември 1165 г. в Джетбру, без да е бил женен и без да има деца. Наследен е на престола от брат си Уилям I Шотландски.